# Van Braam

Familiewapen van Van Braam

Van Braam is een geslacht dat bestuurders en militairen in Nederland voortbracht. Eén tak werd in 1816 (1821) in de adelstand verheven maar stierf in 1939 uit; van deze tak bestaan wel niet-adellijke nazaten.

## Geschiedenis
Het geslacht heeft als stamvader Jacob Christiaensz. (van Braem), vermeld als poorter van ‘s-Gravenzande 1595, lakenverkoper aldaar, overleden aldaar 28 maart 1611.

### Adeldom
Aegidius van Braam (1758-1822) had erkenning aangevraagd om als gesproten uit een der oudste en aanzienlijkste geslachten, dat den zelfden oorspronk heeft als de graven Vilain XIV in de Nederlandse adel te worden toegelaten. Daar hiervoor het bewijs ontbrak adviseerde de Hoge Raad van Adel verheffing hetgeen bij KB van 8 juli 1816 werd verleend. Hij verzuimde jarenlang zijn adelsdiploma te lichten (betalen) waardoor zijn nobilitatie niet tot stand kwam. Een verzoek om vrijstelling van taxa werd afgewezen. Bij KB van 20 maart 1821 werd Van Braam opnieuw in de gelegenheid gesteld zijn adelsdiploma alsnog te lichten.
Jacob Andreas van Braam (1771-1820), neef (oomzegger) van Aegidius, had eveneens een adelsverzoek ingediend. Dit werd afgewezen omdat zijn oom niet was erkend vanwege oude adeldom, maar verheven bij de gratie van de koning.

## Enkele telgen
- Jacob Christiaensz. (van Braem) (-1611)
  - Abraham Jacobsz van Braam(en) (1594/1595-1656), onder andere burgemeester van Brielle
    - Gillis van Braemen (1630-1719)
      - Abraham van Braam (1664-1705), wiens achterkleinzoon Aegidius van Braam stamvader werd van de adellijke tak (zie hieronder)
      - Jacobus van Braam (1668-1703), luitenant in statendienst; trouwde in 1698 met Cornelia Houckgeest (1665-1716)
        - François Thomas van Braam (1700-1791), schout van Werkhoven
          - Willem van Braam (1732-1807), vanaf 1793 luitenant-admiraal van Holland
          - Jacob Pieter van Braam (1737-1803), vanaf 1792 vice-admiraal
            - Jacob Andries van Braam (1771-1820), opperkoopman
            - Willem Charles van Braam (1773-1847), kapitein-ter-zee, burgemeester van Hattem; trouwde in 1812 met Petronella Daendels (1790-1814), dochter van mr. Herman Willem Daendels; trouwde in 1824 met Machtelina Christina de Gijselaar (1796-1863)
              - Ursula Martha van Braam (1825-1919); trouwde in 1845 met Johannes Kneppelhout (1814-1885), letterkundige (pseudoniem Klikspaan), lid van de familie Kneppelhout

          - Andreas Everardus van Braam Houckgeest (1739-1801), bestuurder van de Oost-Indische Compagnie in China en de stamvader van de tak Van Braam Houckgeest (zie hieronder)

### Adellijke tak
- Jhr. Aegidius van Braam (1758-1822), vice-admiraal en Ridder Militaire Willemsorde werd in 1816 verheven in de Nederlandse adel[1]
  - Jhr. Johannes Marius van Braam (1799-1864), onder andere 1e luitenant en kapitein inf. O.I.L. en later planter in Bojolali; hij was een begenadigd tekenaar. Er bevinden zich circa 20 tekeningen van hem in het Museum voor Volkenkunde in Leiden ("Afbeeldingen der Zeven Tempels van het Oengaransche Gebergte op het eiland Java.").[2]
    - Jhr. Johannes Marius van Braam (1850-1924), onder andere kapitein O.I.L., fabricatie-chef suikerfabriek Karanganom (Klaten, Soerakarta); ongehuwd maar met erkende kinderen (zie ook zijn broer)
    - Jhr. George Marinus van Braam (1852-1921), planter in Bojolali en later boekhouder suikerfabriek Karanganom; ongehuwd maar met erkende kinderen[3]
    - Jkvr. Sophia van Braam (1854-1939), laatste adellijke telg

### Tak Van Braam Houckgeest
- Andreas Everardus van Braam Houckgeest (1739-1801), opperkoopman V.O.C. te Macao en te Kanton, koopman en rijstplantagehouder te Charleston (South-Carolina), opperhoofd Chinasche handel te Kanton, lid gezantschap naar de keizer van China 1794-1795
  - Andreas Charles van Braam Houckgeest (1800-1873), lid van de Raad van State
    - Floris Adriaan van Braam Houckgeest (1837-1922), generaal-majoor
    - prof. dr. Jakob Pieter van Braam Houckgeest (1838-1889), hoogleraar (1877) ontleedkunde en embryologie te Groningen
      - Adrianus Quirinus van Braam Houckgeest (1880-1944), arts, zenuwarts
        - Dr. Jacob Pieter Willem Adriaan van Braam Houckgeest (1910-2001), medewerker Shell
          - Anna Nanette (Nanet) van Braam Houckgeest (1948), bezorger reisjournaal van Andreas Everardus van Braam Houckgeest (1739-1801)